# Andira laurifolia
Andira laurifolia är en ärtväxtart som beskrevs av George Bentham. Andira laurifolia ingår i släktet Andira och familjen ärtväxter.

## Underarter
Arten delas in i följande underarter:
- A. l. cordata
- A. l. laurifolia

## Bildgalleri

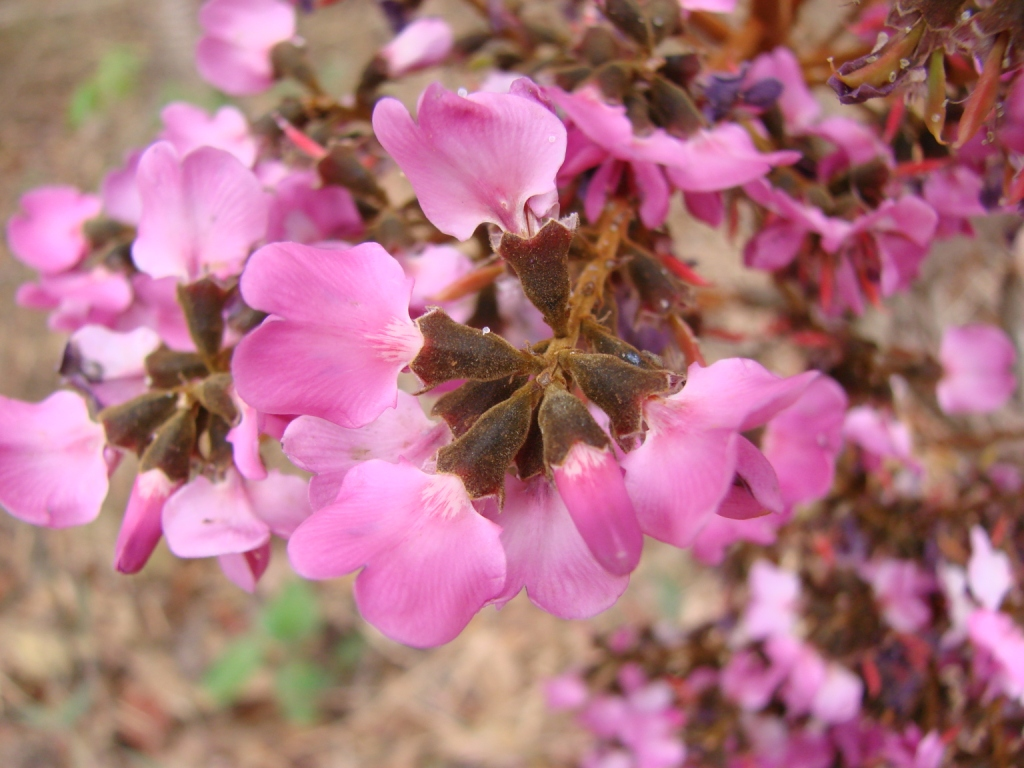
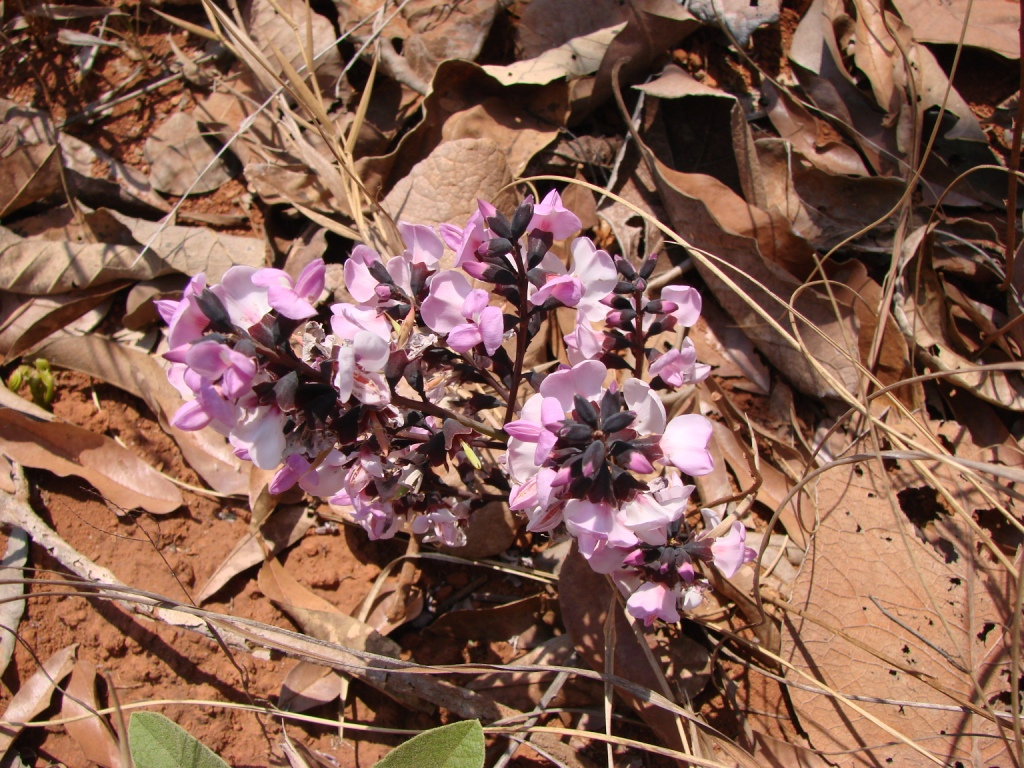
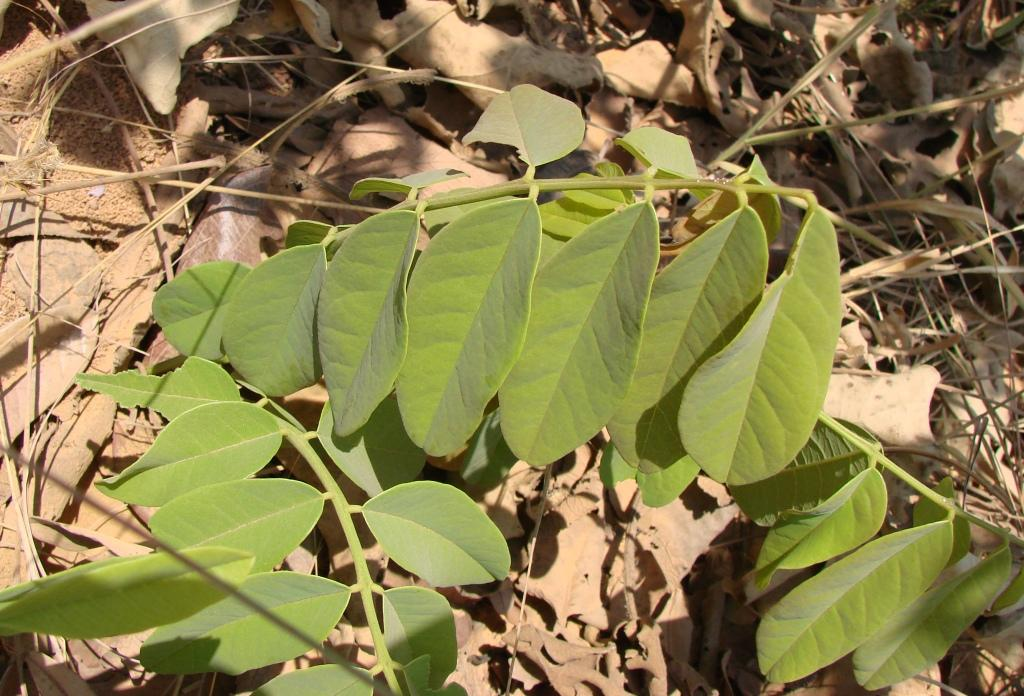
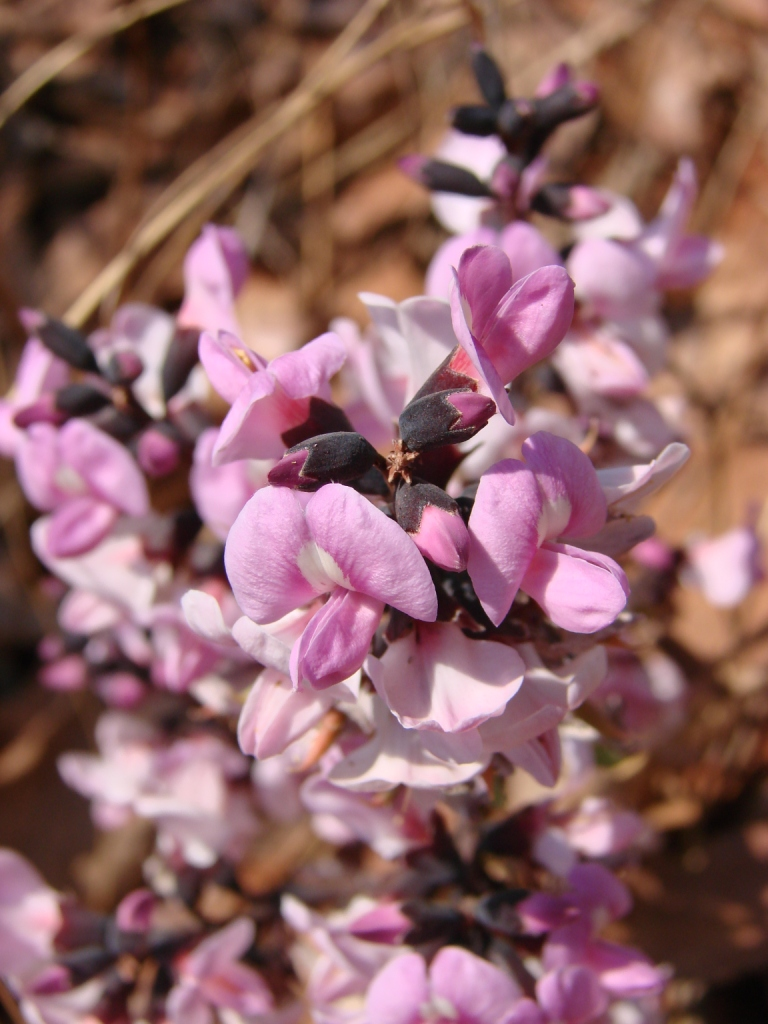